# Cratere Oileus
Oileus è un cratere sulla superficie di Febe.